# Султан-Базар
Султан-Базар (крим. Sultan bazar), пізніше Султан-Сарай (крим. Sultan sarayı) — історична місцина в Сімферополі, у Київському районі, займає територію на лівому березі Салгиру до скель Дженакай-Кир (Петрівські скелі), від сучасного готелю «Москва» та площі Радянської Конституції на сході до Сходів кохання та Азизу Салгир-Баба на заході.

## Опис
Отримала назву від Палацового комплексу калги-султана, що розташовувався у Петрівської балки, сучасна вулиця Воровського, 19-23. Далі на схід знаходилися житлові будинки, а на захід від палацу — дубовий гай, де усамітнювався Салгир-Баба, і де тепер знаходиться його поховання.

За свідченнями Евлія Челебі, палац калги-султана перебував у передмісті Акмесджита, Султан-Базарі, що налічував —
«Триста сімдесят будівель, критих черепицею, з викладеними з каменю стінами.»
Сам палац налічував приблизно 200 споруд —
«…Двоповерхових, складених з каменю, з кероюнюшами (приміщеннями для проведення заседаний дивана), зі світлими та роскішними кімнатами. Але все це влаштовано та прикрашено не настільки чудово, як у ханському палаці в Бахчисараї. Поруч знаходятьсякімнати секбанів та кей-кавусова кухня. На широкої площі цього палацу <…> соборна мечеть Менґлі Ґерай-хана. Це маленька мечеть, крита черепицею, з одним кам'яним мінаретом старої конструкції.»
У зв'язку з цим можна припустити, що Менґлі Ґерай міг мати відношення до будівництва й самого палацового комплексу калги-султана.
На протилежному березі Салгиру знаходилися гаремні сади, приблизно від сучасного Проспекту Кірова на заході до вулиці Київської на сході, їхніми залишками є Дитячій парк та сквер Миру.
Далі, в районі сучасного бульвару Франка, знаходився султанський луг, оточений стайнями.

## Історія
Імовірно, палацовий комплекс був побудований наприкінці XV — на початку XVI століття, і був зародком Акмесджита. Пізніше місто складалося з двох частин — Султан-Базар на березі Салгиру, та власне місто на пагорбі, сучасне Старе місто.
Палац калги-султана було зруйновано наприкінці XVIII століття після анексії Криму Російською імперією. На тому місці, де він розташовувався, у XIX столітті був побудований завод з виготовлення пива — броварня Вайсборда. Наразі споруди пивного заводу знесено.
Територія, де розташовувався палац, археологічно не досліджена.
Можливо, до палацових будівель відносяться підземні споруди в основі скель Дженакай-Кир (Петрівські скелі).

### Петрівська слобідка
Далі на схід у 1784 році з'явилася Петрівська слобідка, що була заснована російськими солдатами. На вулиці Воровського, по непарній стороні № 29-39, збереглося кілька будинків, що були побудовані в серпні-вересні 1784 звільненими з російської армії за ордером Г. О. Потьомкіна солдатами. Місце було вибрано з розумом: на території зруйнованого палацового комплексу було вдосталь будівельних матеріалів, земля тут була заплавна, заливна, з річковими наносами, а вода — поруч. Незабаром з південних губерній привезли молодих селянок, майбутніх дружин. Заснована слобода одержала назву Петрівської — мабуть, на ім'я наглядача поселення капітана Вятського піхотного полку Петра Ванникова, що писав у рапорті від 28 жовтня 1784 року: 
«Поблизу цього міста Ак-Мечеті побудовано поселеними солдатами двадцять мазанок, в яких вони житимуть …».
Навесні 1785 р. у слободі вже мешкало близько 500 колишніх солдатів і солдатських сімей. Згодом слобода переросла у село Підгородне-Петрівське, що за постановою губернського правління 30 квітня 1865 року було приєднано до міста.

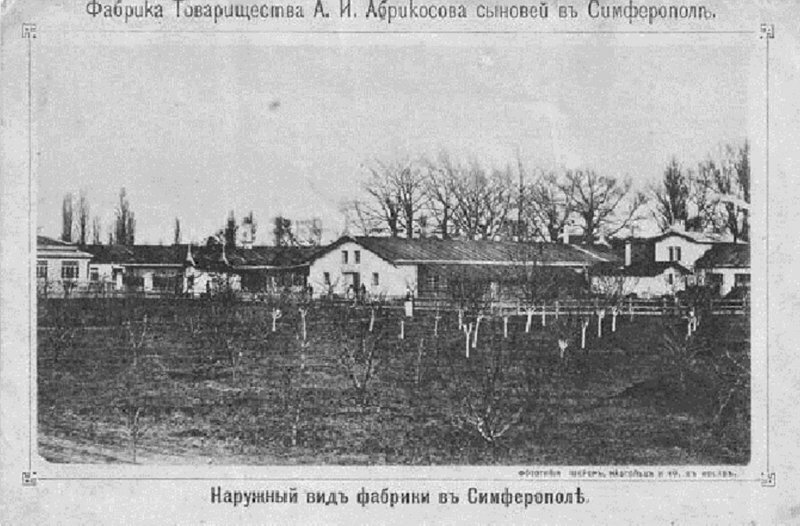
Фабрика Товариства А. І. Абрикосових синів, близько 1900 року.

У 1879 році у районі була введена в дію кондитерсько-консервна фабрика Абрикосова.